# فرانسيسكا مارتينيز
فرانسيسكا مارتينيز (بالإسبانية: Francisca Martínez)‏ هي منافسة ألعاب القوى مكسيكية، ولدت في 4 أكتوبر 1966.

## وصلات خارجية
- فرانسيسكا مارتينيز على موقع الاتحاد الدولي لألعاب القوى (الإنجليزية)